# Vinko Ježovnik

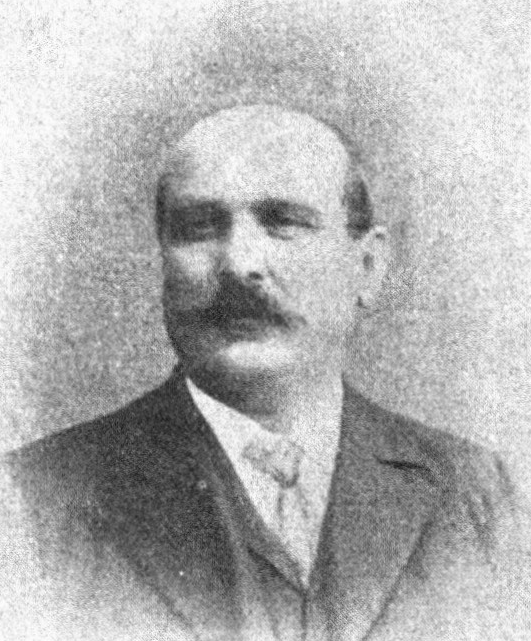
Vinko Ježovnik, vor 1907

Vinko Ježovnik, auch Vincenc Ježovnik oder Vincenz Ježovnik, (* 28. Oktober 1856 (laut Taufeintrag; laut Eigenangabe am 11. Oktober 1856) in Wöllan, Untersteiermark; † 20. April 1910 ebenda) war Realitätenbesitzer und Abgeordneter zum Österreichischen Abgeordnetenhaus.

## Leben
Vinko Ježovnik war Sohn des Gast- und Landwirts und Fleischhauers Gregor Ježovnik. Nach dem Besuch einer Volksschule in Wöllan machte er eine Fleischhauerlehre in Franz. Er arbeitete im väterlichen Betrieb und war ab 1883 Gast- und Landwirt sowie Fleischhauer (vulgo Waide/Vajde) in Wöllan. Er war auch Mitgründer und bis 1910 Obmann der slowenischen Spar- und Darlehenskasse in Wöllan.
Von 1889 bis 1910 war er Gemeinderat und von 1896 bis 1902 Bürgermeister von Wöllan. 3 Jahre lang war er auch Obmann der Bezirksvertretung Schönstein im Bezirk Windischgraz.
Er war römisch-katholisch und ab 1879 verheiratet mit Terezija Novak, mit der er drei Töchter und einen Sohn hatte, wobei der Sohn und eine Tochter jung verstorben sind.

## Politische Funktionen
Vinko Ježovnik war vom 17. Juni 1907 bis zu seinem Tod am 20. April 1910 Abgeordneter des Abgeordnetenhauses im Reichsrat (XI. Legislaturperiode) und vertrat dort für das Kronland Steiermark die Kurie Steiermark 30 (Landgemeinden Mahrenberg, Schönstein, Windischgratz, Oberburg und die Ortsgemeinden Kappel und Schlossberg (Gerichtsbezirk Arnfels)). Sein Nachfolger war Karel Verstovšek.

## Klubmitgliedschaften
Vinko Ježovnik war Mitglied im Verband der Südslawen (Zveza južnik Slavena).